# Мартин, Уильям (стрелок)
Уильям Франклин Мартин (англ. William Franklin Martin; 13 мая 1866, Элизабет, Нью-Джерси, США — 22 января 1931, Элизабет, Нью-Джерси) — американский стрелок, чемпион летних Олимпийских игр, майор.
Мартин принял участие в летних Олимпийских играх в Лондоне в соревновании по стрельбе из армейской винтовки среди команд, и его сборная победила в этой дисциплине.